# Titanopsis calcarea
Titanopsis calcarea  es una  especie de planta suculenta perteneciente a la familia de las aizoáceas. Es originaria de Sudáfrica

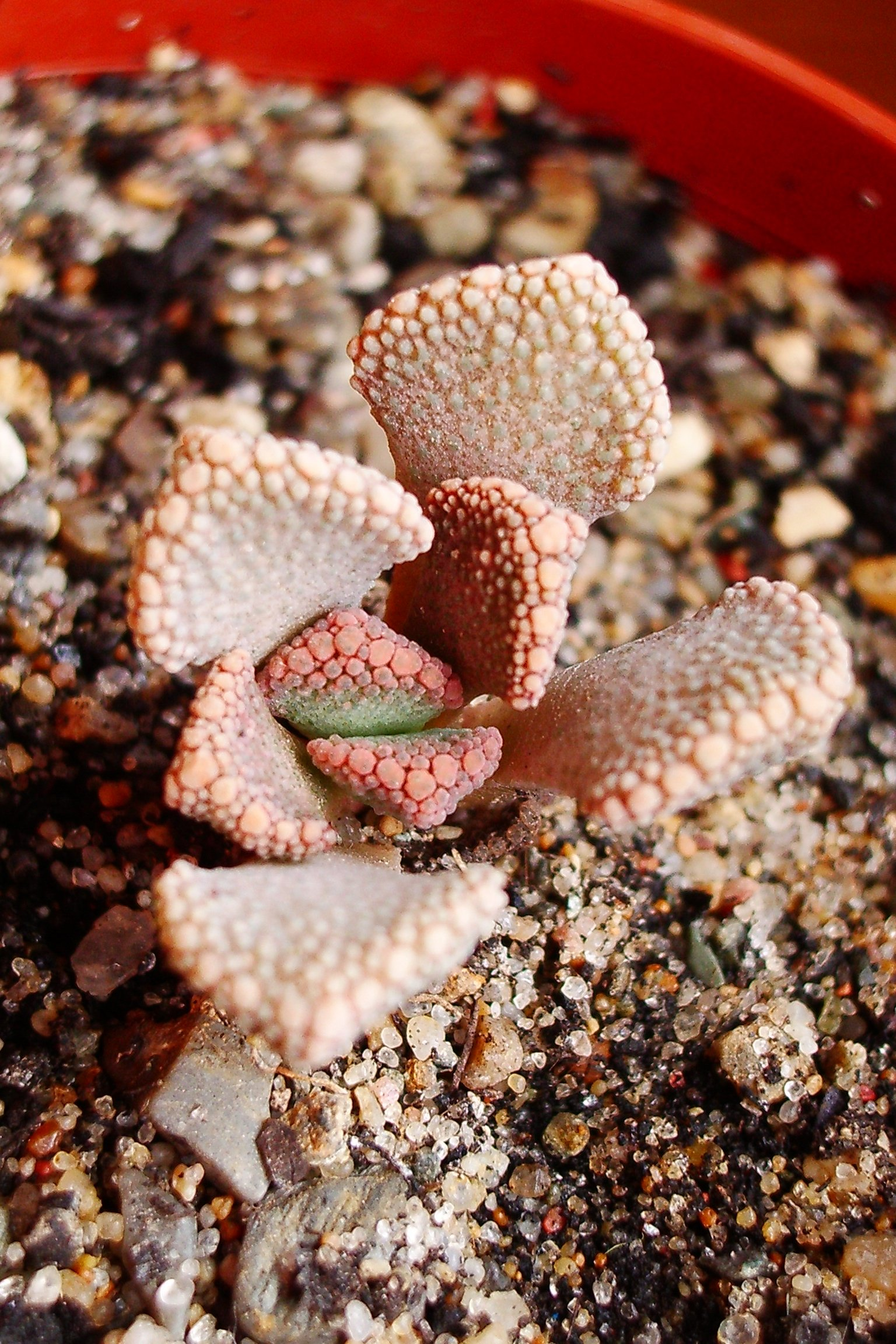
Detalle de las hojas carnosas

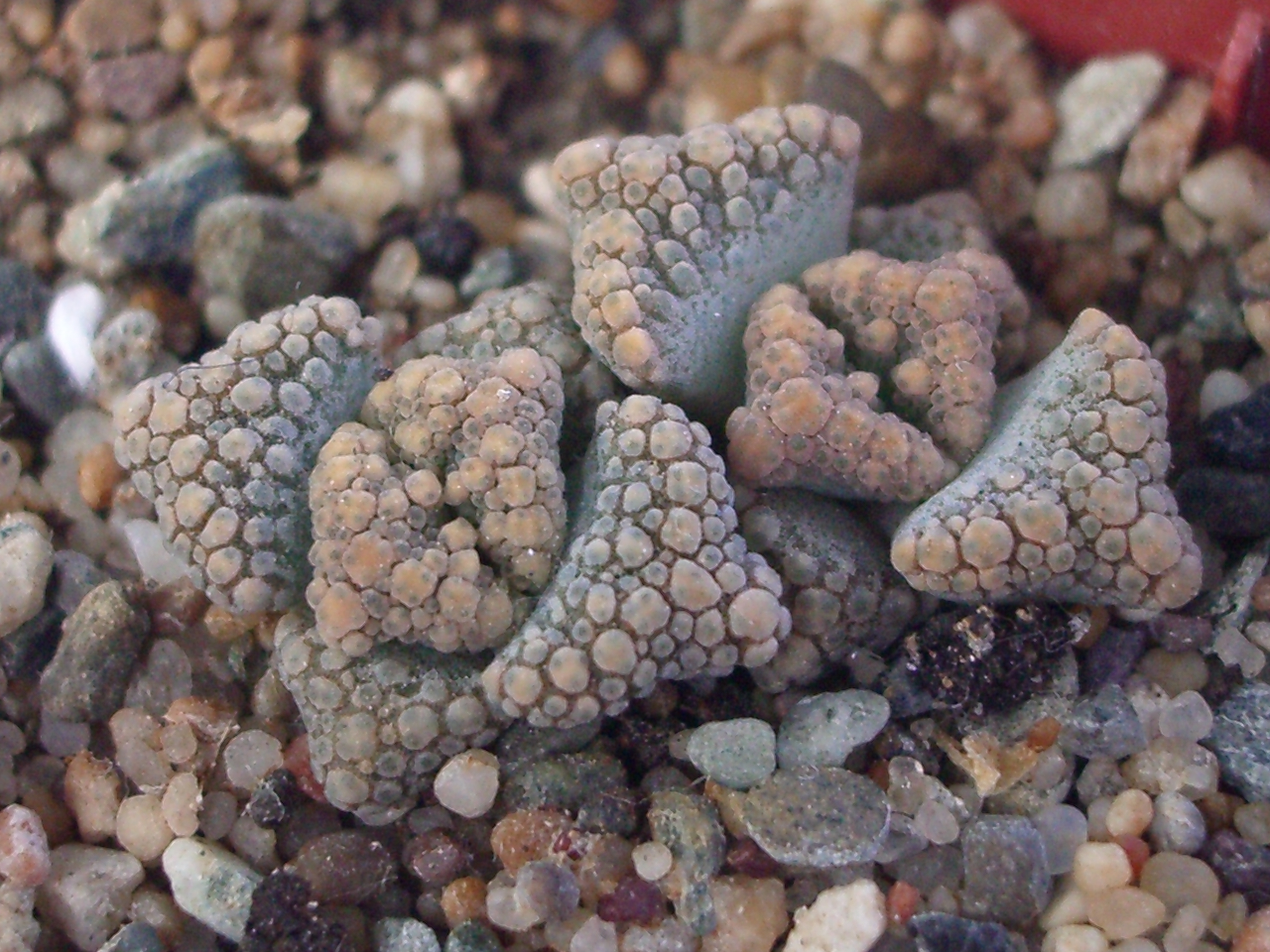
Planta en su hábitat

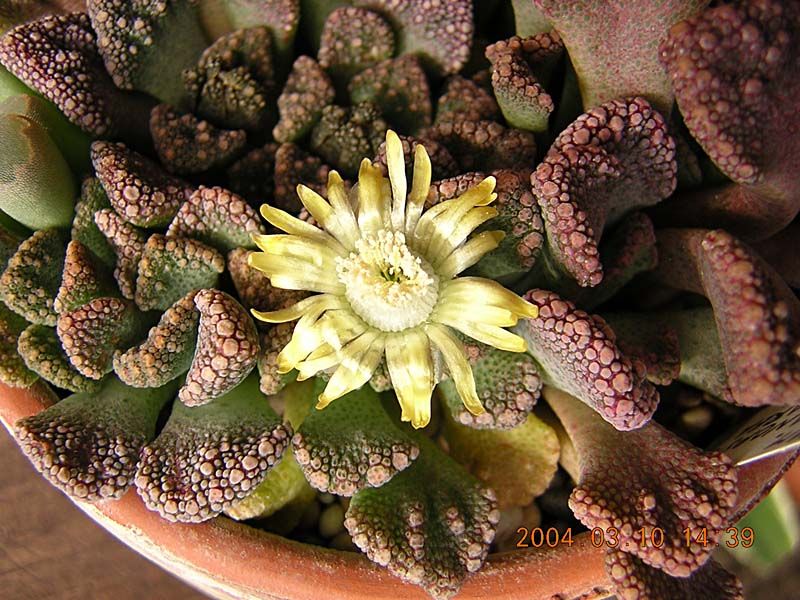
Planta con flor

## Descripción
Es una pequeña planta suculenta perennifolia, con un tamaño de 4 cm de altura. Se encuentra a una altitud de 850 - 1600 metros en Sudáfrica.

## Cultivo
Es una especie que tolera sin dificultad bajas temperaturas, hasta -15 °C o menos. Su cultivo al aire libre es muy fácil en las regiones frías, siempre y cuando estén al abrigo de la lluvia. 
Necesita agua moderadamente en verano. El viento que seca rápidamente el sustrato es un activo. Si se cumplen estas condiciones, la flor se produce anualmente. El cultivo en apartamentos es más difícil debido a la falta de luz solar combinada con el exceso de humedad que puede perjudicarle.

## Taxonomía
Titanopsis calcarea fue descrita por (Marloth) Schwantes y publicado en Zeitschrift für Sukkulentenkunde. Berlin 2: 178. 1926.
Sinonimia
- Mesembryanthemum calcareum Marloth (1907) basónimo
- Titanopsis fulleri Tischer[2][3]